# Corcovado (singolo)
Corcovado (in lingua inglese noto come Quiet Nights of Quiet Stars) è un brano musicale di genere bossa nova scritto da Antônio Carlos Jobim.
Il titolo si riferisce alla montagna del Corcovado, situata in Brasile e precisamente a Rio de Janeiro, la quale è nota in quanto sulla sua cima si trova la statua del Cristo Redentore.
Il brano, considerato uno standard jazz, è stato inciso nel corso degli anni da numerosi artisti tra cui João Gilberto (1960), Cannonball Adderley e Sérgio Mendes (1962), Miles Davis (1962), Tony Bennett (1963), Oscar Peterson (1964), Nancy Wilson (1964), Doris Day (1965), Henry Mancini (1965), Grant Green (1965), Cliff Richard (1965),  Andy Williams (1965),Frank Sinatra e Antônio Carlos Jobim (1967), Nara Leão (1971), Mary Wilson (1973), Elis Regina e Antônio Carlos Jobim (1974), Ella Fitzgerald (1981), Everything but the Girl (1996), Karrin Allyson (1997), Django Bates (1998), Olivia Ong (2005), Art Garfunkel (2007), Queen Latifah (2007), Diana Krall (2009), Andrea Bocelli con Nelly Furtado (2013), Matt Dusk con Margaret (2015).
Una versione del testo in lingue inglese è stata in seguito scritta da Gene Lees.

## Classifiche
| Paese                 | Posizione |
| --------------------- | --------- |
| US Billboard Hot 100  | 92        |
| US Adult Contemporary | 18        |
| US Cash Box Top 100   | 100       |